# Loving You (película)
Loving You (en español, Amándote) es una película estadounidense dirigida por Hal Kanter, distribuida por Paramount Pictures el 9 de julio de 1957. La protagonizan Elvis Presley, Lizabeth Scott (su último papel principal en una película) y Wendell Corey. Es la segunda película de Presley, la primera en  Technicolor y la primera encabezando la taquilla. 

## Sinopsis
Elvis Presley interpreta a Deke Rivers, un cadete que es descubierto por la publicista Glenda Markle (Lizabeth Scott) y el músico de country Tex Warner (Wendell Corey). Deke es un joven apuesto con un automóvil rápido y con puños aún más rápidos, pero lo que realmente lo hace destacar es su voz y su carisma. Un día lo ven cantando, y rápidamente su talento se esparce por el pequeño pueblo en el que trabaja. 
Markle y Warner, creyendo en su potencial, quieren promover su talento hacia la fama y la fortuna, dándole cada cosa que sienten que merece. Al principio Warner ve el agregado de Deke al acto como meramente adicional, y cree que él volverá al estrellato. Pero se da cuenta de la verdad luego que Glenda llorosa le dice que los promotores con quien trabaja ya no lo quieren, y que ahora es el gran momento de Deke.

## Antecedentes
En su primera película, Love Me Tender, Presley actuó en un papel secundario como parte de una historia más amplia por la única vez en su carrera cinematográfica. Su segunda película, Loving You, sentó el precedente para las otras dos películas que se harían antes de entrar en el ejército, El rock de la cárcel y King Creole. En cada película interpretaría una joven estrella del canto en ascenso, y hablaría sobre los efectos que la fama tiene en él y la gente que lo rodea.
Después del lanzamiento de Love Me Tender Presley se había quejado de que se sentía incómodo interpretando a un personaje tan diferente a su propia personalidad. El guionista y director Hal Kanter, quien estaba trabajando en una versión cinematográfica del cuento de Mary Agnes Thompson A Call For Mitch Miller, pasó un tiempo con Presley en diciembre de 1956 para obtener una mejor comprensión de su individualidad como persona y artista y ajustar el guion para adaptar el papel principal a la personalidad de Presley.
La película originalmente tenía tres títulos de trabajo: Lonesome Cowboy, Something for the Girls y Running Wild. Este último fue utilizado por Ed Sullivan cuando Presley hizo su última aparición en su programa. Sin embargo, cuando Presley apareció para filmarla el título había sido cambiado para que coincidiera con la canción de Leiber & Stoller «Loving You». El guion había sido escrito para adaptarse a la inclusión de canciones especialmente escritas para la película, una práctica que continuaría durante la mayor parte de la carrera de Presley en Hollywood.
Para su primer papel en Technicolor, Presley decidió que se vería mejor en la pantalla con el pelo oscuro. Sus ídolos de la pantalla, como Tony Curtis, tenían el pelo oscuro y Presley siempre había admirado su capacidad de acción y la forma en que se veían en la pantalla. Decidió teñirse el cabello y con unas pocas excepciones, entre ellas su tiempo en el Ejército de los EE. UU., lo mantendría teñido por el resto de su vida.
Los padres de Elvis, Gladys y Vernon, estuvieron presentes durante el rodaje de la escena final de la película y aparecían en la pantalla —y en un momento, en el mismo cuadro, como su hijo— durante el número musical. Tras la muerte de Gladys un año después, Presley insistió en que nunca vería la película otra vez porque le recordaba demasiado a su madre.
Loving You se estrenó en Memphis el 10 de julio de 1957 en el Teatro Strand. Presley no se presentó, optando por tomar una proyección de medianoche privada con su novia en ese momento Anita Wood y sus padres. La película fue lanzada a nivel nacional el 30 de julio de 1957 y alcanzó el puesto # 7 en la Encuesta Nacional de taquilla Variedades, permaneciendo en las listas por cuatro semanas.
Presley se presentó a trabajar el 21 de enero de 1957, y el rodaje terminó el 8 de marzo.

## Elenco principal
- Elvis Presley: Jimmy Tompkins (Deke Rivers)
- Lizabeth Scott: Glenda Markle
- Wendell Corey: Walter "Tex" Warner
- Dolores Hart: Susan Jessup
- James Gleason: Carl Meade
- Ralph Dumke: Jim Tallman